# Bidnija
Bidnija è un villaggio rurale situato tra Mosta, Baia di San Paolo e Mġarr.

## Geografia fisica
Si trova nella regione settentrionale di Malta e aveva una popolazione di circa 308 abitanti nel 2008, la seconda zona abitabile meno popolata delle isole maltesi dopo Mdina (306 abitanti). Si trova tra due valli principali; la Qannotta Valley e la Pwales Valley, che si estendono in altre piccole valli che circondano l'area. È in gran parte circondata da campi principalmente appartenenti agli abitanti, anche se nel corso degli anni altri maltesi e stranieri si sono stabiliti nell'area in generale per le sue vedute sulla campagna.

## Infrastrutture e trasporti
Bidnija, che è amministrata dai consigli locali di Mosta e Baia di San Paolo, ospita alcune strutture per l'equitazione, un club di tiro al piattello e un ristorante di cucina maltese specializzato in stufato di coniglio tradizionale. La chiesetta di Bidnija è dedicata alla Sacra Famiglia e la sua festa si celebra a luglio.